# Eccidio di Borga
L'eccidio di Borga fu un strage nazista compiuta l'11 giugno 1944 nella contrada di Borga, presso la frazione di Fongara del comune di Recoaro Terme, nella quale furono fucilati 17 civili.

## Storia
La contrada di Borga, un gruppo di poche case a 750 metri sul livello del mare, sorge sulla strada che dalla frazione di San Quirico di Valdagno porta a Recoaro Mille, circa 2 km prima della frazione di Fongara.
L'11 giugno 1944 quattro soldati tedeschi in libera uscita stavano tornando passando per la contrada. A loro insaputa un gruppo di partigiani (10 o 12) era da poco arrivato all'interno delle case. I tedeschi transitarono ignari per la contrada, ma appena passata l'ultima stalla un gruppo di 3 partigiani aprì il fuoco alle loro spalle, uccidendone uno (il sergente SS Hermann Georges).
Dopo un paio d'ore arrivò la rappresaglia, alla quale nulla poté nemmeno la mediazione del parroco di Fongara, né il tentativo di tre donne della contrada scese a Valdagno per spiegare che gli abitanti non erano responsabili dell'agguato.
I partigiani nel frattempo se n'erano andati e non tentarono alcuna azione per salvare i civili. Vengono rastrellati casa per casa tutti gli uomini. Donne e bambini vengono allontanati sulla strada per Fongara. Gli uomini sono allineati presso il luogo dell'uccisione del tedesco e fucilati mediante raffiche di mitragliatore.

## Vittime
Tutti maschi con età superiore ai 17 anni:
- Borga Luigi Antonio
- Borga Pietro
- Borga Severino
- Borga Giovanni
- Borga Riccardo
- Borga Guido
- Borga Antonio
- Borga Gelindo
- Borga Emilio
- Borga Antonio
- Cailotto Antonio (67 anni - ucciso in casa sua)
- Cailotto Massimo
- Cailotto Carlo
- Cailotto Clemente
- Cailotto Domenico
- Cailotto Giovanni (era nascosto ma fu poi scoperto)
- Cailotto Luciano.

Borga Biasio (17 anni) inizialmente aggregato al gruppo destinato alla fucilazione, fu risparmiato dal ten. Stey e mandato nel gruppo delle donne. Un altro abitante della contrada, Cailotto Luigi fino ad allora nascosto, uscì per salvare il mulo. Subito catturato fu però rilasciato.
Nonostante le ricerche fatte rimangono tuttora sconosciuti i nomi dei tre partigiani che attaccarono i tedeschi, causando la rappresaglia.

## Riconoscimenti
Nel dopoguerra la contrada mutò il nome in Borga dei martiri e sul luogo dell'esecuzione sorge un monumento a ricordo della strage.

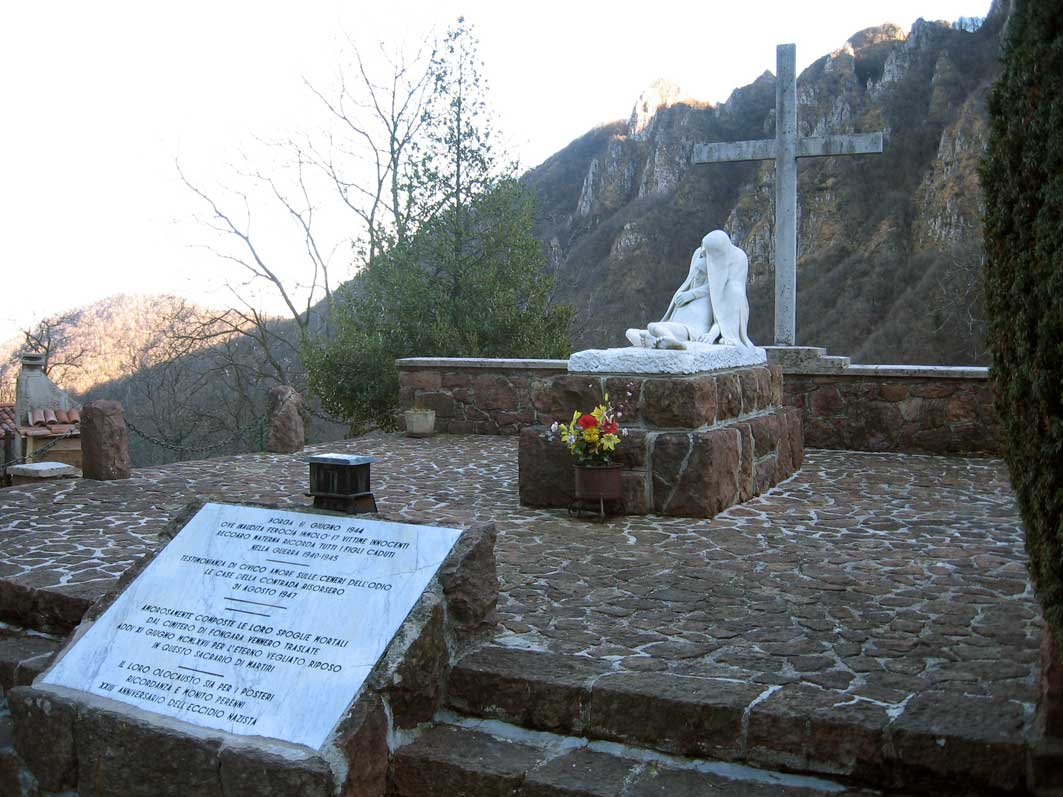
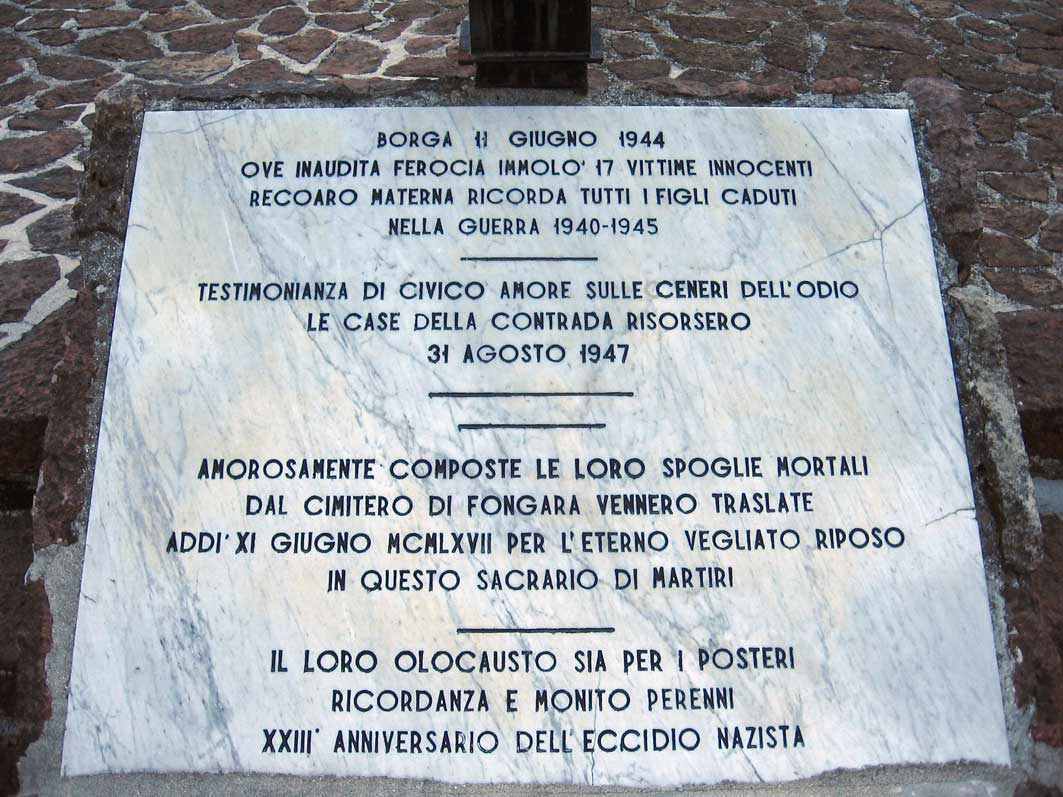
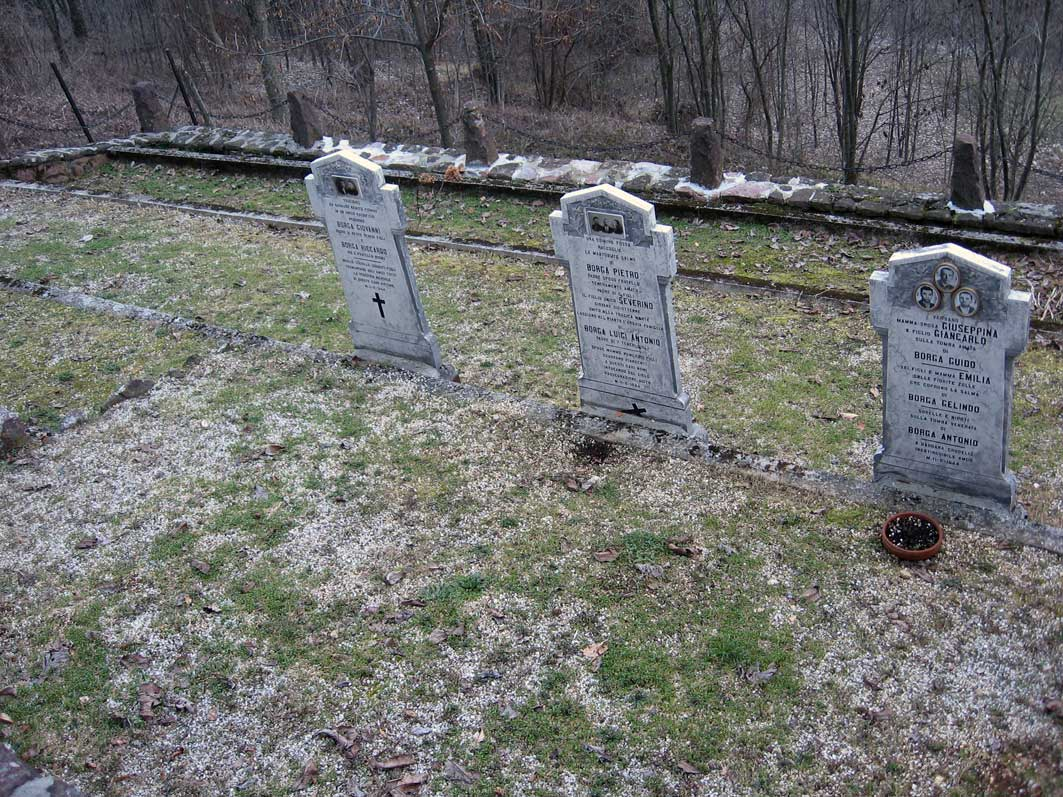